# Liste des subdivisions par pays
 (avril 2025).
Si vous disposez d'ouvrages ou d'articles de référence ou si vous connaissez des sites web de qualité traitant du thème abordé ici, merci de compléter l'article en donnant les références utiles à sa vérifiabilité et en les liant à la section « Notes et références ».
Voici une liste des subdivisions administratives des pays du monde.

## Liste détaillée
| Pays        | Niveau                              | Subdivision administrative                   | Capitale                                             | Population             |
| ----------- | ----------------------------------- | -------------------------------------------- | ---------------------------------------------------- | ---------------------- |
| Allemagne   | Land                                | Bade-Wurtemberg                              | Stuttgart                                            | 11 100 394 hab. (2019) |
| Allemagne   | Land                                | Basse-Saxe                                   | Hanovre                                              | 7 993 608 hab. (2019)  |
| Allemagne   | Land                                | Bavière                                      | Munich                                               | 13 124 737 hab. (2019) |
| Allemagne   | Land                                | Berlin                                       | Berlin                                               | 3 669 491 hab. (2019)  |
| Allemagne   | Land                                | Brandebourg                                  | Potsdam                                              | 2 521 893 hab. (2019)  |
| Allemagne   | Land                                | Brême                                        | Brême                                                | 681 202 hab. (2019)    |
| Allemagne   | Land                                | Hambourg                                     | Hambourg                                             | 1 899 160 hab. (2019)  |
| Allemagne   | Land                                | Hesse                                        | Wiesbaden                                            | 6 288 080 hab. (2019)  |
| Allemagne   | Land                                | Mecklembourg-Poméranie-Occidentale           | Schwerin                                             | 1 608 138 hab. (2019)  |
| Allemagne   | Land                                | Rhénanie-du-Nord-Westphalie                  | Düsseldorf                                           | 17 947 221 hab. (2019) |
| Allemagne   | Land                                | Rhénanie-Palatinat                           | Mayence                                              | 4 093 903 hab. (2019)  |
| Allemagne   | Land                                | Sarre                                        | Sarrebruck                                           | 986 887 hab. (2019)    |
| Allemagne   | Land                                | Saxe                                         | Dresde                                               | 4 071 971 hab. (2019)  |
| Allemagne   | Land                                | Saxe-Anhalt                                  | Magdebourg                                           | 2 194 782 hab. (2019)  |
| Allemagne   | Land                                | Schleswig-Holstein                           | Kiel                                                 | 2 903 773 hab. (2019)  |
| Allemagne   | Land                                | Thuringe                                     | Erfurt                                               | 2 133 378 hab. (2019)  |
| Belgique    | Région                              | Région de Bruxelles-Capitale                 | Bruxelles                                            | 1 252 456 hab. (2020)  |
| Belgique    | Région                              | Flandre                                      | Bruxelles                                            | 6 582 788 hab. (2019)  |
| Belgique    | Région                              | Wallonie                                     | Namur                                                | 3 645 243 hab. (2020)  |
| Canada      | Provinces                           | Alberta                                      | Edmonton                                             | 4 067 175 hab. (2016)  |
| Canada      | Provinces                           | Colombie-Britannique                         | Victoria                                             | 4 648 055 hab. (2016)  |
| Canada      | Provinces                           | Île-du-Prince-Édouard                        | Charlottetown                                        | 142 907 hab. (2016)    |
| Canada      | Provinces                           | Manitoba                                     | Winnipeg                                             | 1 278 365 hab. (2016)  |
| Canada      | Provinces                           | Nouveau-Brunswick                            | Fredericton                                          | 747 101 hab. (2016)    |
| Canada      | Provinces                           | Nouvelle-Écosse                              | Halifax                                              | 923 598 hab. (2016)    |
| Canada      | Provinces                           | Nunavut                                      | Iqaluit                                              | 35 994 hab. (2016)     |
| Canada      | Provinces                           | Ontario                                      | Toronto                                              | 13 448 494 hab. (2016) |
| Canada      | Provinces                           | Québec                                       | Québec                                               | 8 164 361 hab. (2016)  |
| Canada      | Provinces                           | Saskatchewan                                 | Regina                                               | 1 098 352 hab. (2016)  |
| Canada      | Provinces                           | Terre-Neuve-et-Labrador                      | Saint-Jean de Terre-Neuve                            | 519 716 hab. (2016)    |
| Canada      | Provinces                           | Territoires du Nord-Ouest                    | Yellowknife                                          | 41 786 hab. (2016)     |
| Canada      | Provinces                           | Yukon                                        | Whitehorse                                           | 35 874 hab. (2016)     |
| Espagne     | Communautés autonomes d'Espagne     | Andalousie                                   | Séville                                              | 8,464,411 hab. (2020)  |
| Espagne     | Communautés autonomes d'Espagne     | Aragon                                       | Saragosse                                            | 1 329 391 hab. (2020)  |
| Espagne     | Communautés autonomes d'Espagne     | Asturies                                     | Oviedo                                               | 1 018 784 hab. (2020)  |
| Espagne     | Communautés autonomes d'Espagne     | Îles Baléares                                | Palma                                                | 1 171 543 hab. (2020)  |
| Espagne     | Communautés autonomes d'Espagne     | Îles Canaries                                | Santa Cruz de Tenerife et Las Palmas de Gran Canaria | 2 175 952 hab. (2020)  |
| Espagne     | Communautés autonomes d'Espagne     | Cantabrie                                    | Santander                                            | 580 229 hab. (2018)    |
| Espagne     | Communautés autonomes d'Espagne     | Castille-et-León                             | Valladolid                                           | 2 394 918 hab. (2020)  |
| Espagne     | Communautés autonomes d'Espagne     | Castille-La Manche                           | Tolède                                               | 2 045 221 hab. (2020)  |
| Espagne     | Communautés autonomes d'Espagne     | Catalogne                                    | Barcelone                                            | 7 780 479 hab. (2020)  |
| Espagne     | Communautés autonomes d'Espagne     | Estrémadure                                  | Mérida                                               | 1 063 987 hab. (2020)  |
| Espagne     | Communautés autonomes d'Espagne     | Galice                                       | Saint-Jacques-de-Compostelle                         | 2 701 819 hab. (2020)  |
| Espagne     | Communautés autonomes d'Espagne     | Communauté de Madrid                         | Madrid                                               | 6 779 888 hab. (2020)  |
| Espagne     | Communautés autonomes d'Espagne     | Région de Murcie                             | Murcie                                               | 1 511 251 hab. (2020)  |
| Espagne     | Communautés autonomes d'Espagne     | Navarre                                      | Pampelune                                            | 661 197 hab. (2020)    |
| Espagne     | Communautés autonomes d'Espagne     | Pays basque                                  | Vitoria-Gasteiz                                      | 2 220 504 hab. (2020)  |
| Espagne     | Communautés autonomes d'Espagne     | La Rioja                                     | Logroño                                              | 319 914 hab. (2020)    |
| Espagne     | Communautés autonomes d'Espagne     | Communauté valencienne                       | Valence                                              | 5 057 353 hab. (2020)  |
| Espagne     | Villes autonomes                    | Ceuta                                        | Ceuta                                                | 84 202 hab. (2020)     |
| Espagne     | Villes autonomes                    | Melilla                                      | Melilla                                              | 87 076 hab. (2020)     |
| France      | Régions                             | Auvergne-Rhône-Alpes                         | Lyon                                                 | 7 994 459 hab. (2018)  |
| France      | Régions                             | Bourgogne-Franche-Comté                      | Dijon                                                | 2 807 807 hab. (2018)  |
| France      | Régions                             | Bretagne                                     | Rennes                                               | 3 335 414 hab. (2018)  |
| France      | Régions                             | Centre-Val de Loire                          | Orléans                                              | 2 572 853 hab. (2018)  |
| France      | Régions                             | Corse                                        | Ajaccio                                              | 338 554 hab. (2018)    |
| France      | Régions                             | Grand Est                                    | Strasbourg                                           | 5 550 389 hab. (2018)  |
| France      | Régions                             | Hauts-de-France                              | Lille                                                | 6 004 108 hab. (2018)  |
| France      | Régions                             | Île-de-France                                | Paris                                                | 12 213 447 hab. (2018) |
| France      | Régions                             | Normandie                                    | Rouen                                                | 3 327 447 hab. (2018)  |
| France      | Régions                             | Nouvelle-Aquitaine                           | Bordeaux                                             | 5 979 778 hab. (2018)  |
| France      | Régions                             | Occitanie                                    | Toulouse                                             | 5 885 496 hab. (2018)  |
| France      | Régions                             | Pays de la Loire                             | Nantes                                               | 3 781 423 hab. (2018)  |
| France      | Régions                             | Provence-Alpes-Côte d'Azur                   | Marseille                                            | 5 052 832 hab. (2018)  |
| France      | Départements et régions d'outre-mer | Guadeloupe                                   | Basse-Terre                                          | 387 629 hab. (2018)    |
| France      | Départements et régions d'outre-mer | Martinique                                   | Fort-de-France                                       | 368 783 hab. (2018)    |
| France      | Départements et régions d'outre-mer | Guyane                                       | Cayenne                                              | 294 071 hab. (2021)    |
| France      | Départements et régions d'outre-mer | La Réunion                                   | Saint-Denis                                          | 859 959 hab. (2020)    |
| France      | Départements et régions d'outre-mer | Mayotte                                      | Mamoudzou                                            | 279 471 hab. (2020)    |
| France      | Collectivités d'outre-mer           | Saint-Pierre-et-Miquelon                     | Saint-Pierre                                         | 5 808 hab. (2020)      |
| France      | Collectivités d'outre-mer           | Saint-Barthélemy                             | Gustavia                                             | 10 083 hab. (2017)     |
| France      | Collectivités d'outre-mer           | Saint-Martin                                 | Marigot                                              | 34 065 hab. (2018)     |
| France      | Collectivités d'outre-mer           | Wallis-et-Futuna                             | Mata Utu                                             | 11 558 hab. (2018)     |
| France      | Collectivités d'outre-mer           | Polynésie française                          | Papeete                                              | 290 218 hab. (2019)    |
| France      | Collectivité sui generis            | Nouvelle-Calédonie                           | Nouméa                                               | 271 407 hab. (2019)    |
| Royaume-Uni | Angleterre (Régions)                | Angleterre du Sud-Est                        | Guildford                                            | 9 180 135 hab. (2019)  |
| Royaume-Uni | Angleterre (Régions)                | Grand Londres                                | Londres                                              | 8 961 989 hab. (2019)  |
| Royaume-Uni | Angleterre (Régions)                | Angleterre du Nord-Ouest                     | Liverpool et Manchester                              | 7 341 196 hab. (2019)  |
| Royaume-Uni | Angleterre (Régions)                | Angleterre de l'Est                          | Cambridge                                            | 6 236 072 hab. (2019)  |
| Royaume-Uni | Angleterre (Régions)                | Midlands de l'Ouest                          | Birmingham                                           | 5 934 037 hab. (2019)  |
| Royaume-Uni | Angleterre (Régions)                | Angleterre du Sud-Ouest                      | Bristol et Plymouth                                  | 5 624 696 hab. (2019)  |
| Royaume-Uni | Angleterre (Régions)                | Yorkshire-et-Humber                          | Leeds                                                | 5 502 967 hab. (2019)  |
| Royaume-Uni | Angleterre (Régions)                | Midlands de l'Est                            | Nottingham                                           | 4 835 928 hab. (2019)  |
| Royaume-Uni | Angleterre (Régions)                | Angleterre du Nord-Est                       | Newcastle upon Tyne                                  | 2 669 941 hab. (2019)  |
| Royaume-Uni | Écosse                              | Écosse                                       | Édimbourg                                            | 5 463 300 hab. (2019)  |
| Royaume-Uni | Irlande du Nord                     | Irlande du Nord                              | Belfast                                              | 1 893 700 hab. (2019)  |
| Royaume-Uni | Pays de Galles                      | Pays de Galles                               | Cardiff                                              | 3 153 000 hab. (2019)  |
| Royaume-Uni | Territoire britannique d'outre-mer  | Anguilla                                     | The Valley                                           | 14 731 hab. (2018)     |
| Royaume-Uni | Territoire britannique d'outre-mer  | Bermudes                                     | Hamilton                                             | 71 176 hab. (2018)     |
| Royaume-Uni | Territoire britannique d'outre-mer  | Îles Caïmans                                 | George Town                                          | 65 813 hab. (2019)     |
| Royaume-Uni | Territoire britannique d'outre-mer  | Gibraltar                                    | Gibraltar                                            | 34 003 hab. (2020)     |
| Royaume-Uni | Territoire britannique d'outre-mer  | Îles Vierges britanniques                    | Road Town                                            | 30 030 hab. (2019)     |
| Royaume-Uni | Territoire britannique d'outre-mer  | Îles Malouines                               | Stanley                                              | 3 377 hab. (2019)      |
| Royaume-Uni | Territoire britannique d'outre-mer  | Montserrat                                   | Brades                                               | 4 649 hab. (2018)      |
| Royaume-Uni | Territoire britannique d'outre-mer  | Îles Pitcairn                                | Adamstown                                            | 50 hab. (2020)         |
| Royaume-Uni | Territoire britannique d'outre-mer  | Sainte-Hélène, Ascension et Tristan da Cunha | Jamestown                                            | 5 705 hab. (2019)      |
| Royaume-Uni | Territoire britannique d'outre-mer  | Îles Turques-et-Caïques                      | Cockburn Town                                        | 42 953 hab. (2020)     |
| Royaume-Uni | Territoire britannique d'outre-mer  | Akrotiri et Dhekelia                         | Cantonnement d'Episkopi                              | 18 195 hab. (2020)     |
| Royaume-Uni | Dépendances de la Couronne          | Île de Man                                   | Douglas                                              | 84 584 hab. (2019)     |
| Royaume-Uni | Dépendances de la Couronne          | Jersey                                       | Saint-Hélier                                         | 107 800 hab. (2019)    |
| Royaume-Uni | Dépendances de la Couronne          | Guernesey                                    | Saint-Pierre-Port                                    | 62 286 hab. (2018)     |
| Suisse      | Canton                              | Appenzell Rhodes-Extérieures                 | Herisau                                              | 55 309 hab. (2021)     |
| Suisse      | Canton                              | Appenzell Rhodes-Intérieures                 | Appenzell                                            | 16 293 hab. (2021)     |
| Suisse      | Canton                              | Argovie                                      | Aarau                                                | 694 072 hab. (2021)    |
| Suisse      | Canton                              | Bâle-Campagne                                | Liestal                                              | 290 969 hab. (2021)    |
| Suisse      | Canton                              | Bâle-Ville                                   | Bâle                                                 | 196 735 hab. (2021)    |
| Suisse      | Canton                              | Berne                                        | Berne                                                | 1 043 132 hab. (2021)  |
| Suisse      | Canton                              | Fribourg                                     | Fribourg                                             | 325 496 hab. (2021)    |
| Suisse      | Canton                              | Genève                                       | Genève                                               | 506 343 hab. (2021)    |
| Suisse      | Canton                              | Glaris                                       | Glaris                                               | 40 851 hab. (2021)     |
| Suisse      | Canton                              | Grisons                                      | Coire                                                | 200 096 hab. (2021)    |
| Suisse      | Canton                              | Jura                                         | Delémont                                             | 73 709 hab. (2021)     |
| Suisse      | Canton                              | Lucerne                                      | Lucerne                                              | 416 347 hab. (2021)    |
| Suisse      | Canton                              | Neuchâtel                                    | Neuchâtel                                            | 175 894 hab. (2021)    |
| Suisse      | Canton                              | Nidwald                                      | Stans                                                | 43 520 hab. (2021)     |
| Suisse      | Canton                              | Obwald                                       | Sarnen                                               | 38 108 hab. (2021)     |
| Suisse      | Canton                              | Saint-Gall                                   | Saint-Gall                                           | 514 504 hab. (2021)    |
| Suisse      | Canton                              | Schaffhouse                                  | Schaffhouse                                          | 83 107 hab. (2021)     |
| Suisse      | Canton                              | Schwytz                                      | Schwytz                                              | 162 157 hab. (2021)    |
| Suisse      | Canton                              | Soleure                                      | Soleure                                              | 277 462 hab. (2021)    |
| Suisse      | Canton                              | Tessin                                       | Bellinzone                                           | 350 986 hab. (2021)    |
| Suisse      | Canton                              | Thurgovie                                    | Frauenfeld                                           | 282 909 hab. (2021)    |
| Suisse      | Canton                              | Uri                                          | Altdorf                                              | 36 819 hab. (2021)     |
| Suisse      | Canton                              | Valais                                       | Sion                                                 | 348 503 hab. (2021)    |
| Suisse      | Canton                              | Vaud                                         | Lausanne                                             | 814 762 hab. (2021)    |
| Suisse      | Canton                              | Zoug                                         | Zoug                                                 | 128 794 hab. (2021)    |
| Suisse      | Canton                              | Zurich                                       | Zurich                                               | 1 553 423 hab. (2021)  |

## A
- Haut – A
- B
- C
- D
- E
- F
- G
- H
- I
- J
- K
- L
- M
- N
- O
- P
- Q
- R
- S
- T
- U
- V
- W
- X
- Y
- Z

### Afghanistan
- ISO 3166-2 : ISO 3166-2:AF
- Niveaux :
  - 1er : provinces (velayat)
  - 2e : districts

### Afrique du Sud
- 1er : provinces
- 2e : districts
- 3e : municipalités

### Albanie
- ISO 3166-2 : AL
- Niveaux :
  - 1er : préfectures (qarku ou prefektura)
  - 2e : districts (rrethe)
  - autres : villes

### Algérie
- 1er : wilayas
- 2e : daïra
- 3e : communes
- autres : villes

### Allemagne
- 1er : Länder (les Stadtstaaten, villes-États, ne sont pas subdivisés)
- 2e : districts (Regierungsbezirk, dans 4 Länder), zones d'associations (Landschaftsverbände, en Rhénanie-du-Nord-Westphalie)
- 3e : arrondissements (Landkreise et Stadtkreise ; ces derniers ne sont pas subdivisés)
- 4e : municipalités (Gemeinden), Ämter dans certains Länder
- 5e : municipalités (dans le cas des Ämter)

### Andorre
- 1er : paroisses (parròquia)

### Angola
- 1er : provinces (províncias)
- 2e : municipalités (munícipios)

### Antigua-et-Barbuda
- 1er : paroisses (parishes) et dépendances (dependencies)

### Arabie saoudite
- 1er : provinces (manaatiq)

### Argentine
- ISO 3166-2 : ISO 3166-2:AR
- Niveaux :
  - 1er : provinces (provincia), ville autonome (ciudad autonoma, pour Buenos Aires). Les provinces sont également regroupées en régions (regiones)
  - 2e : départements (departamentos), divisions (partidos) dans le cas de la province de Buenos Aires, quartiers (barrios) dans le cas de la ville de Buenos Aires.
  - 3e : municipalités (municipios), dans le cas des départements et divisions
  - 4e : districts (localidades)
  - 5e : villes, villages

### Arménie
- 1er : régions (marzer), statut spécial pour la capitale Erevan
- 2e : communautés (hamaynkner)

### Australie
- ISO 3166-2 : ISO 3166-2:AU
- Niveaux :
  - 1er : États (states) et territoires (territories)
  - 2e : Zones d'administration locale (local government areas), prenant divers noms selon les États : cités (cities), comtés (shires), quartiers (boroughs), villes (towns), zones (areas), etc. Certaines régions peuvent n'appartenir à aucune zone d'administration locale.

### Autriche
- ISO 3166-2 : ISO 3166-2:AT
- Niveaux :
  - 1er : Länder
  - 2e : districts (Bezirk) et villes statutaires (Statutarstädte)
  - 3e : municipalités (gemeinde), villes (Städte et Marktgemeinden)

### Azerbaïdjan
- ISO 3166-2 : ISO 3166-2:AZ
- Niveaux :
  - 1er : districts (rayonlar) et villes (saharlar) ; la république autonome du Nakhitchevan contient elle-même des districts et une ville.

## B
- Haut – A
- B
- C
- D
- E
- F
- G
- H
- I
- J
- K
- L
- M
- N
- O
- P
- Q
- R
- S
- T
- U
- V
- W
- X
- Y
- Z

### Bahamas
- 1er : districts

### Bahreïn
- 1er : subdivisions (muhafazat)

### Bangladesh
- 1er : divisions (বিভাগ, bibhags)
- 2e : districts (জেলা, zila ou jela)

### Barbade
- 1er : paroisses (parishes)

### Belgique
- 1er : régions, communautés et régions linguistiques
- 2e : provinces (subdivisions des régions, hormis la région de Bruxelles-Capitale)
- 3e : arrondissements administratifs (subdivisions des provinces et de la région de Bruxelles-Capitale)
- 4e : communes (subdivisions des arrondissements administratifs)

### Belize
- 1er : districts
- 2e : circonscriptions (consistuencies)

### Bénin
- 1er : départements
- 2e : communes
- 3e : Arrondissements

### Bermudes(territoire britannique d'outre-mer)
- 1er : paroisses (parishes), municipalités (municipalities) et villages non-incorporés (unincorporated urban areas)

### Bhoutan
- 1er : zones administratives (dzongdey)
- 2e : districts (ཇོང་ཁག, dzongkhag)
- 3e : sous-districts (dungkhag, uniquement pour certains districts, lesquels peuvent ne pas être intégralement subdivisés en sous-districts)
- 4e : groupes de villages (gewog)

### Biélorussie
- 1er : voblasts (вобласці, voblastsi) ainsi que la capitale, Minsk
- 2e : raïons (раёны, raïony)
- 3e : selsoviets (сельсаветы, sielsaviety)
- 4e : communes (населеныя пункты, nassiéliénya pounkty)

### Birmanie
- 1er : États (pyi-neh) et divisions (taing)
- 2e : districts

### Bolivie
- 1er : départements (departamentos)
- 2e : provinces (provincias)
- 3e : municipalités (municipios)
- 4e : cantons (cantones)

### Bosnie-Herzégovine
- 1er :
  - Entités politiques :
    - Fédération de Bosnie-et-Herzégovine (Federacija Bosne i Hercegovine / Федерација Босне и Херцеговине)
    - République serbe de Bosnie (Република Српска)

  - District de Brčko (Brčko distrikt / Брчко дистрикт, autonome, condominium des deux entités politiques)
- 2e : cantons (kantoni / županije / кантони, uniquement dans la fédération de Bosnie-et-Herzégovine)
- 2e / 3e : communes (Općina / Општина)

### Botswana
- 1er : districts
- 2e : sous-districts

### Brésil
- 1er : États (estado), ainsi que le district fédéral (Distrito Federal)
- 2e : municipalités (municípios, subdivisions des États), régions administratives (subdivision du district fédéral)
- 3e : districts (distritos, subdivisions des municipalités)
- Autres : régions (regiões, regroupement d'États à des fins statistiques), mésorégions (mesorregiões, subdivisions statistiques des États), microrégions (microrregiões, subdivisions statistiques des mésorégions)

### Brunei
- 1er : districts (daerah)
- 2e : sous-districts (mukims)

### Bulgarie
- 1er : oblasts (области, oblasti)
- 2e : obchtini (общини)

### Burkina Faso
- 1er : régions
- 2e : provinces
- 3e : départements

### Burundi
- 1er : provinces
- 2e : communes
- 3e : collines

## C
- Haut – A
- B
- C
- D
- E
- F
- G
- H
- I
- J
- K
- L
- M
- N
- O
- P
- Q
- R
- S
- T
- U
- V
- W
- X
- Y
- Z

### Cambodge
- 1er : provinces (ខេត្ត, khet), municipalités (ក្រុង, krong)
- 2e : districts (srok, subdivisions des provinces), sections (khan, subdivisions des municipalités)
- 3e : communes (khum, subdivisions des districts), quartiers (sangkat, subdivisions des sections)

### Cameroun
- 1er : régions
- 2e : départements
- 3e : arrondissements
- 4e : communes

### Canada
- 1er : provinces et territoires
- 2e : comtés, cantons, divisions de recensement, villes

### Cap-Vert
- 1er : comtés (concelhos)

### République centrafricaine
- 1er : régions
- 2e : préfectures
- 3e : sous-préfectures
- 4e : communes

### Chili
- 1er : régions (regiones)
- 2e : provinces (provincias)
- 3e : communes (comunas)

### République populaire de Chine
- 1er :
  - Provinces (省, shěng)
  - Régions autonomes (自治区, zìzhìqū)
  - Région administrative spéciale (特别行政区, tèbié xíngzhèngqū)
  - Municipalités (直辖市,  zhíxiáshì)
- 2e :
  - Villes-préfectures (地级市, dìjíshì
  - Préfectures autonomes (自治州, zìzhìzhōu)
  - Préfectures (地区, dìqū)
  - Ligues (盟, méng)
- Autres niveaux :
  - Districts (县, xiàn)
  - Districts autonomes (自治县, zìzhìxiàn)
  - Villes-districts (县级市, xiànjíshì)
  - Districts urbains (市辖区, shìxiáqū)
  - Bannières (旗, qí)
  - Bannières autonomes (自治旗, zìzhìqí)
  - Cantons (乡, xiāng)
  - Cantons ethniques (民族乡, mínzúxiāng)
  - Bourgs (镇, zhèn)
  - Villages (村, cūn)
  - Communautés résidentielles (社区, shèqū)

### Taïwan
- 1er :
  - Municipalités spéciales (直轄市)
  - Comtés (縣)
  - Villes provinciales (省轄市)
  - Provinces (省)
- 2e :
  - Districts (區)
  - Communes rurales (鄉)
  - Communes urbaines (鎮)
  - Villes administrées par le comté (縣轄市)

### Chypre
- 1er : districts (επαρχίες, eparchies)
- 2e : communes
- Chypre du Nord (État autoproclamé au nord-est de l'île) : six districts.

### Colombie
- 1er : départements (departamentos)
- 2e : municipalités (municipios), corregimientos départementaux (corregimientos departamentales)

### République démocratique du Congo
- 1er : 26 Provinces
- 2e : Villes (régions urbaines), Territoires (régions rurales)
- 3e : Communes (régions urbaines), Secteurs et chefferies (régions rurales)
- 4e : Quartiers (régions urbaines), Groupements (régions rurales)

### République du Congo
- 1er : départements
- 2e : districts

### Corée du Nord
- 1er : provinces (도, do), villes directement gouvernées et régions administratives spéciales
- 2e : villes, comtés, arrondissements et districts
- 3e : cités, quartiers, villages et districts

### Corée du Sud
- 1er :
  - Provinces (도, do). Jeju-do est une province autonome spéciale (특별자치도, teukbyeol jachido)
  - Villes métropolitaines (광역시, gwangyeogsi)
  - Séoul, ville spéciale (특별시, teukbyeolsi)
- 2e :
  - villes (시, si)
  - comtés (군, gun)
  - arrondissements (구, gu)
  - cités (읍, eup)
  - districts (면, myeon)
  - quartiers (동, dong)
  - villages (리, ri)

### Costa Rica
- 1er : provinces (provincias)
- 2e : cantons (cantones)
- 3e : districts (distritos)

### Côte d'Ivoire
- 1er : régions
- 2e : départements

### Croatie
- 1er : comitats (županije)
- 2e : municipalités (opština)

### Cuba
- 1er : provinces (provincias). L'île de la Jeunesse forme une municipalité spéciale.
- 2e : municipalités (municipios).

## D
- Haut – A
- B
- C
- D
- E
- F
- G
- H
- I
- J
- K
- L
- M
- N
- O
- P
- Q
- R
- S
- T
- U
- V
- W
- X
- Y
- Z

### Danemark
- 1er : régions (regioner)
- 2e : communes (kommuner)
- Autres : Groenland et îles Féroé (provinces autonomes), amters (obsolètes depuis le 1er janvier 2007)

### Djibouti
- 1er : régions
- 2e : districts

### République dominicaine
- 1er : provinces (provincias)
- 2e : municipalités (municipios)

### Dominique
- 1er : paroisses (parishes)

## E
- Haut – A
- B
- C
- D
- E
- F
- G
- H
- I
- J
- K
- L
- M
- N
- O
- P
- Q
- R
- S
- T
- U
- V
- W
- X
- Y
- Z

### Égypte
- 1er : subdivisions (muhafazat)
- 2e : régions (markaz), villes, districts, villages

### Émirats arabes unis
- 1er : Émirats (imarat)

### Équateur
- 1er : provinces (provincias)
- 2e : cantons (cantón)
- 3e : paroisses (parroquias)

### Érythrée
- 1er : Régions de l'Érythrée
- 2e : districts

### Espagne
- 1er : communautés autonomes (comunidades autónomas), villes autonomes (ciudades autónomas, Ceuta et Melilla), plazas de soberanía
- 2e : provinces (provincias)
- niveau intermédiaire : comarques (comarcas) et communautés de communes ou intercommunalités (mancomunidad)
- 3e : communes (municipio en castillan, municipi en catalan/valencien et en aranais, udalerria en basque, conceyu en asturien, concello en galicien).

### Estonie
- 1er : maakonnad
- 2e : municipalités (omavalitsus)

### Eswatini/ Swaziland
- districts

### États-Unis
- 1er : États (states), district de Columbia, territoires non-incorporés
- 2e : comtés (counties, parishes en Louisiane, boroughs en Alaska), zones de recensement (census areas, Alaska), villes indépendantes (independant cities)
- 3e : cantons (townships), villes...

### Éthiopie
- 1er : régions (kililoch)
- 2e : zones (kilil), woredas spéciaux n'appartenant à aucune zone
- 3e : Woredas
- 4e : Kébélés

## F
- Haut – A
- B
- C
- D
- E
- F
- G
- H
- I
- J
- K
- L
- M
- N
- O
- P
- Q
- R
- S
- T
- U
- V
- W
- X
- Y
- Z

### Fidji
- ISO 3166-2 : FJ
- Niveaux :
  - 1er : divisions
  - 2e : provinces

### Finlande
- ISO 3166-2 : FI
- Niveaux :
  - 1er : régions (maakunta)
  - 2e : sous-régions (seutukunta)
  - 3e : provinces (lääni)
  - 4e : municipalités (kunta)

### France
- ISO 3166-2 : FR
- Niveaux :
  - 1er : Régions, régions d'outre-mer, collectivités d'outre-mer, pays d'outre-mer, Statut spécifique (Clipperton, Nouvelle-Calédonie, Terres australes et antarctiques françaises), Territoires d'outre-mer (disparu)
  - 2e : Départements, départements d'outre-mer, Métropole de Lyon (01/01/2015)
  - 3e : Arrondissements
  - 4e : Intercommunalité en France (Métropole, Communauté urbaine, Communauté d'agglomération, Communauté de communes)
  - 5e : Communes

Le canton est, depuis 2014, une circonscription électorale pour l'élection des conseillers départementaux. Il ne constitue ainsi pas un niveau d'administration du territoire.

## G
- Haut – A
- B
- C
- D
- E
- F
- G
- H
- I
- J
- K
- L
- M
- N
- O
- P
- Q
- R
- S
- T
- U
- V
- W
- X
- Y
- Z

### Gabon
- 1er : provinces
- 2e : départements

### Gambie
- 1er : régions (divisions)
- 2e : districts

### Géorgie
- 1er : régions (მხარე, mkhare), républiques autonomes (ავტონომიური რესპუბლიკა, avt'onomiuri respublika, Abkhazie et Adjarie)
- 2e : districts (რაიონი, raioni)

### Ghana
- 1er : régions
- 2e : districts

### Grèce
- 1er : périphéries (περιφέρειες, periféries), république monastique du Mont Athos
- 2e : nomes (νομοί, nomí)

### Grenade
- 1er : paroisses (parishes)

### Guatemala
- 1er : départements (departamentos)
- 2e : municipalités (municipios)

### Guinée
- 1er : régions
- 2e : préfectures
- 3e : sous-préfectures (correspondant aux communes urbaines et aux communes rurales)

### Guinée-Bissau
- 1er : régions

### Guinée équatoriale
- 1er : provinces

### Guyana
- 1er : régions

## H
- Haut – A
- B
- C
- D
- E
- F
- G
- H
- I
- J
- K
- L
- M
- N
- O
- P
- Q
- R
- S
- T
- U
- V
- W
- X
- Y
- Z

### Haïti
- 1er : départements
- 2e : arrondissements
- 3e : communes

### Honduras
- 1er : départements (departamentos)
- 2e : municipalités (municipios)

### Hongrie
- 1er : régions
- 2e : comitats ou comtés (megyék)
- 3e : localités [5 catégories : commune (község), grande-commune (nagyközség), ville (város), ville de droit comital (megyei jogú város), arrondissement de Budapest (?).]

## I
- Haut – A
- B
- C
- D
- E
- F
- G
- H
- I
- J
- K
- L
- M
- N
- O
- P
- Q
- R
- S
- T
- U
- V
- W
- X
- Y
- Z

### Inde
- 1er : États et territoires
- 2e : districts. Certains États sont préalablement subdivisés en divisions. Il existe également trois régions autonomes.
- 3e : tehsil ou taluka. Certains États sont préalablement subdivisés en pargana ou anuvibhag.
- 4e : villages, municipalités...

### Indonésie
- 1er : provinsi (provinces)
- 2e : kabupaten (départements) et kota (villes)
- 3e : kecamatan (districts)
- 4e : desa (villages avec chefs élus) et kelurahan (communes dirigées par des fonctionnaires)

### Irak
- 1er : subdivisions (muhafazat)
- 2e : districts (qadhas)

### Iran
- 1er : provinces (استان, ostān)
- 2e : sous-provinces (شهرستان, shahrestān)
- 3e : comtés (بخش, bakhsh)

### Irlande
- 1er : comtés
- Townlands

### Islande
- régions électorales
- régions (essentiellement à usage statistique)
- comtés (police locale, fonctions administratives)
- municipalités (gouvernement local)

### Israël
- 1er : districts (מחוזות, mehozot)
- 2e : sous-districts (נפות, nafot)
- 3e : régions naturelles

### Italie
- 1er : régions (regioni)
- 2e : provinces (provincia)
- 3e : communes (comune)

## J
- Haut – A
- B
- C
- D
- E
- F
- G
- H
- I
- J
- K
- L
- M
- N
- O
- P
- Q
- R
- S
- T
- U
- V
- W
- X
- Y
- Z

### Jamaïque
- 1er : paroisses (parishes)
- Autres : comtés (counties, regroupement historiques de paroisses sans pertinence administrative)

### Japon
- 1er : préfectures
- 2e : districts
- 3e : municipalités, villes, villages
- Autres : régions (地域)

### Jordanie
- 1er : subdivisions (muhafazat)
- 2e : nahias

## K
- Haut – A
- B
- C
- D
- E
- F
- G
- H
- I
- J
- K
- L
- M
- N
- O
- P
- Q
- R
- S
- T
- U
- V
- W
- X
- Y
- Z

### Kazakhstan
- 1er : provinces (oblystar) et villes (qalalar)

### Kenya
- 1er : provinces (mkoa)
- 2e : districts (wilaya)
- 3e : divisions (tarafa)
- 4e : lieux (mtaa)
- 5e : sous-lieux (kijiji)

### Kirghizistan
- 1er : provinces (oblastar)
- 2e : districts (raion)

### Kiribati
Pas de subdivisions administratives.

### Koweït
- 1er : subdivisions (muhafazat)

## L
- Haut – A
- B
- C
- D
- E
- F
- G
- H
- I
- J
- K
- L
- M
- N
- O
- P
- Q
- R
- S
- T
- U
- V
- W
- X
- Y
- Z

### Laos
- 1er : provinces (ແຂວງ, khoueng)
- 2e : districts (muang)

### Lesotho
- 1er : districts
- 2e : arrondissements

### Lettonie
- 1er : municipalités (novadi), villes républicaines (republikas pilsētas)
- 2e : communes (pagasti), villes municipales (novadu pilsētas)

### Liban
- 1er : gouvernorats (muhafazat)
  -     - 2e : districts (aqdya)

### Liberia
- 1er : comtés
- 2e : districts

### Libye
- 1er : municipalités (sha'biyat)

### Liechtenstein
- 1er : communes (Gemeinden)

### Lituanie
- 1er : apskritys
- 2e : municipalités (savivaldybės)
- 3e : seniūnijos

### Luxembourg
- ISO 3166-2 : LU
- Niveaux :
  - 1er : cantons
  - 2e : communes

## M
- Haut – A
- B
- C
- D
- E
- F
- G
- H
- I
- J
- K
- L
- M
- N
- O
- P
- Q
- R
- S
- T
- U
- V
- W
- X
- Y
- Z

### Macédoine du Nord
- communes (општини, opštini)

### Madagascar
- Faritra (régions)
- Departementa (districts)
- Kaominina (commune)
- Fokontany (hameau, quartier)

### Malaisie
- États et territoires fédéraux

### Malawi
- districts

### Maldives
- atolls

### Mali
- régions
- cercles
- arrondissements

### Malte
- Kunsilli Lokali (conseils locaux)

### Maroc
- régions
- provinces
- communes

### Îles Marshall
- communes

### Maurice
- districts

### Mauritanie
- régions
- départements

### Mexique
- États (estados)
- villes (municipios)

### États fédérés de Micronésie
- États
- Municipalités

### Moldavie
- raions
- Régions autonomes : Gagaouzie et Transnistrie

### Monaco
- Quartiers de Monaco

### Mongolie
- Aïmag (mongol : аймаг), province
- Sum, (mongol : сум), district

### Monténégro
- communes (opština)

### Mozambique
- provinces (províncias)
- districts (distritos)

## N
- Haut – A
- B
- C
- D
- E
- F
- G
- H
- I
- J
- K
- L
- M
- N
- O
- P
- Q
- R
- S
- T
- U
- V
- W
- X
- Y
- Z

### Namibie
- régions

### Nauru
- districts

### Népal
- provinces (नेपालका प्रदेशहरू)
- districts (जिल्ला)

### Nicaragua
- départements (departamentos)
- municipalités (municipios)

### Niger
- régions
- départements
- cantons
- communes

### Nigeria
- États

### Norvège
- comtés (fylker)
- communes (kommuner)

### Nouvelle-Zélande
- régions (regions)
- autorités territoriales (territorial authorities)

## O
- Haut – A
- B
- C
- D
- E
- F
- G
- H
- I
- J
- K
- L
- M
- N
- O
- P
- Q
- R
- S
- T
- U
- V
- W
- X
- Y
- Z

### Oman
- régions (mintaqah)
- subdivisions (muhafazah)

### Ouganda
- districts
- comtés

### Ouzbékistan
- provinces (viloyatlar)
- districts

## P
- Haut – A
- B
- C
- D
- E
- F
- G
- H
- I
- J
- K
- L
- M
- N
- O
- P
- Q
- R
- S
- T
- U
- V
- W
- X
- Y
- Z

### Pakistan
- provinces et territoires

### Palaos
- États

### Panama
- régions
- provinces

### Papouasie-Nouvelle-Guinée
- régions
- provinces
- districts

### Paraguay
- départements (departamentos)
- districts (distritos)
- municipalités (municipios)

### Pays-Bas
- provinces (provincies)
- communes (gemeenten)

### Pérou
- régions (regiones)
- provinces (provincias)
- districts (distritos)

### Philippines
- régions
- provinces
- villes
- municipalités
- Barangay

### Pologne
- voïvodies
- powiats
- gmina (communes)

### Porto Rico
- 1er niveau : néant
- 2e niveau : municipalités ou communes (municipios)

### Portugal
- régions (regiões)
- districts (distritos)
- municipalités (município)
- freguesias

## Q
- Haut – A
- B
- C
- D
- E
- F
- G
- H
- I
- J
- K
- L
- M
- N
- O
- P
- Q
- R
- S
- T
- U
- V
- W
- X
- Y
- Z

### Qatar
- municipalités (baladiyat)

## R
- Haut – A
- B
- C
- D
- E
- F
- G
- H
- I
- J
- K
- L
- M
- N
- O
- P
- Q
- R
- S
- T
- U
- V
- W
- X
- Y
- Z

### Roumanie
- communes (comună)
- judete (județe)
- municipalités (municipiu)

### Royaume-Uni
- Angleterre
  - régions (region)
  - comtés métropolitains (metropolitan county)
  - Shire county
  - autorités unitaires (unitary authority)
  - districts métropolitains (metropolitan borough ou metropolitan district)
  - districts non-métropolitains
  - districts londoniens (borough)
- Écosse
  - régions
  - districts
- Pays de Galles
  - Principal area
- Irlande du Nord
  - districts

### Russie
- Sujets fédéraux de Russie :
  - Républiques de Russie
  - Oblasts de Russie
  - Krais de Russie
  - Oblast autonome de Russie
  - districts autonomes
  - villes fédérales
- raïons
- villes
- Zones urbaines de peuplement
- Selsovet
- districts fédéraux
- régions économiques

### Rwanda
- provinces (intara)
- districts (akarer)
- municipalités (umujyi)

## S
- Haut – A
- B
- C
- D
- E
- F
- G
- H
- I
- J
- K
- L
- M
- N
- O
- P
- Q
- R
- S
- T
- U
- V
- W
- X
- Y
- Z

### Saint-Christophe-et-Niévès
- paroisses

### Sainte-Lucie
- districts (quarters)

### Saint-Marin
- castelli

### Saint-Vincent-et-les-Grenadines
- paroisses (parishes)

### Îles Salomon
- provinces

### Salvador
- départements (departamentos)

### Samoa
- districts

### Sao Tomé-et-Principe
- provinces
- districts

### Sénégal
- régions
- départements
- arrondissements
- communes d'arrondissement
- communes
- communautés rurales

### Serbie
- régions (региони, regioni)
- districts (окрузи, okruzi)
- communes (општина, opština)

### Seychelles
- districts

### Sierra Leone
- provinces
- districts

### Slovaquie
- régions (kraje)
- districts (okresy)

### Slovénie
- régions
- communes (občine)
- villes

### Somalie
- états
- régions (gobolka)
- districts

### Soudan
- États (wilayat)

### Soudan du Sud
- États

### Sri Lanka
- provinces
- districts

### Suède
- Subdivision officielle
  - comtés
  - communes
  - Localités de la Suède
  - districts
- Subdivision traditionnelle
  - provinces
  - paroisses
  - villes

### Suisse
- cantons
- districts
- communes

### Suriname
- districts

### Syrie
- gouvernorat (muhafazat)
- districts (manatiqat)
- sous-districts (nawahi)

## T
- Haut – A
- B
- C
- D
- E
- F
- G
- H
- I
- J
- K
- L
- M
- N
- O
- P
- Q
- R
- S
- T
- U
- V
- W
- X
- Y
- Z

### Tadjikistan
- 1er : provinces (viloyatho)
- 2e : districts (raions ou nohija)
- 3e : jamoats
- 4e : villages

### Tanzanie
- 1er : régions (mkoa)
- 2e : districts (wilaya)
- 3e : divisions
- 4e : circonscriptions
- 5e : villages (excepté dans les circonscriptions urbaines)

### Tchad
- 1er : régions
- 2e : départements (excepté N'Djamena, subdivisée en arrondissements)

### République tchèque
- 1er : régions (kraje, sing. kraj), ainsi que la capitale (hlavní město)
- 2e : districts (okresy, sing. okres)
- 3e : communes (obce, sing. obec)

### Thaïlande
- 1er : provinces (จังหวัด, changwat), une métropole (Bangkok)
- 2e : districts, de plusieurs types : districts (อำเภอ, amphoe), sous-districts (กิ่งอำเภอ, king amphoe), khet (Bangkok)
- 3e : communes (ตำบล, tambon, ou แขวง, khwaeng, à Bangkok)
- 4e : villages (หมู่บ้าน, muban), communautés (chumchon, pour certaines communes urbaines)

### Timor oriental
- 1er : districts
- 2e : sous-districts
- 3e et plus : sucos, villes, villages, hameaux

### Togo
- 1er : régions
- 2e : préfectures

### Tonga
- 1er : groupes d'îles
- 2e : districts

### Tunisie
- 1er : gouvernorats (wilayat)
- 2e : délégation (mutamadiyat)
- 3e : municipalités (baladiyat)
- 4e : secteurs (imadat)

### Turkménistan
- 1er : provinces (welayatlar), une ville indépendante (Achgabat)
- 2e : districts (etraplar), villes, villages

### Turquie
- 1er : provinces (iller)
- 2e : districts (ilçeler)
- 3e : communes (belediye)
- 4e : villages
- Autres : régions (bölge, utilisées à des fins de recensement)

### Tuvalu
Pas de subdivisions administratives.

## U
- Haut – A
- B
- C
- D
- E
- F
- G
- H
- I
- J
- K
- L
- M
- N
- O
- P
- Q
- R
- S
- T
- U
- V
- W
- X
- Y
- Z

### Ukraine
- 1er : oblasts (області, oblasti), République autonome de Crimée, Kiev et Sébastopol
- 2e : districts (район, raion)
- 3e : communauté territoriale (територіальна громада, terytorialna hromada)
- 4e : okrougs de starosta (старостинський округ, starostynskyi okruh)

### Uruguay
- 1er : départements (departamentos)

## V
- Haut – A
- B
- C
- D
- E
- F
- G
- H
- I
- J
- K
- L
- M
- N
- O
- P
- Q
- R
- S
- T
- U
- V
- W
- X
- Y
- Z

### Vanuatu
- 1er : provinces

### Vatican
Pas de subdivisions administratives.

### Venezuela
- 1er : États (estados), district de la capitale (Distrito Capital), dépendances fédérales (Dependencias Federales)
- 2e : municipalités (municipios)
- 3e : paroisses (parroquias)
- Autres : régions administratives (regiones administrativas, regroupements d'États)

### Vietnam
- 1er : provinces (tỉnh), municipalités (thủ đô)
- 2e : districts, municipalités

## Y
- Haut – A
- B
- C
- D
- E
- F
- G
- H
- I
- J
- K
- L
- M
- N
- O
- P
- Q
- R
- S
- T
- U
- V
- W
- X
- Y
- Z

### Yémen
- 1er : subdivisions (muhafazah)
- 2e : districts
- 3e : sous-districts
- 4e : villages

## Z
- Haut – A
- B
- C
- D
- E
- F
- G
- H
- I
- J
- K
- L
- M
- N
- O
- P
- Q
- R
- S
- T
- U
- V
- W
- X
- Y
- Z

### Zambie
- 1er : provinces
- 2e : districts

### Zimbabwe
- 1er : provinces et villes avec statut provincial
- 2e : districts
- 3e : municipalités (municipalities)